# Miles Heizer

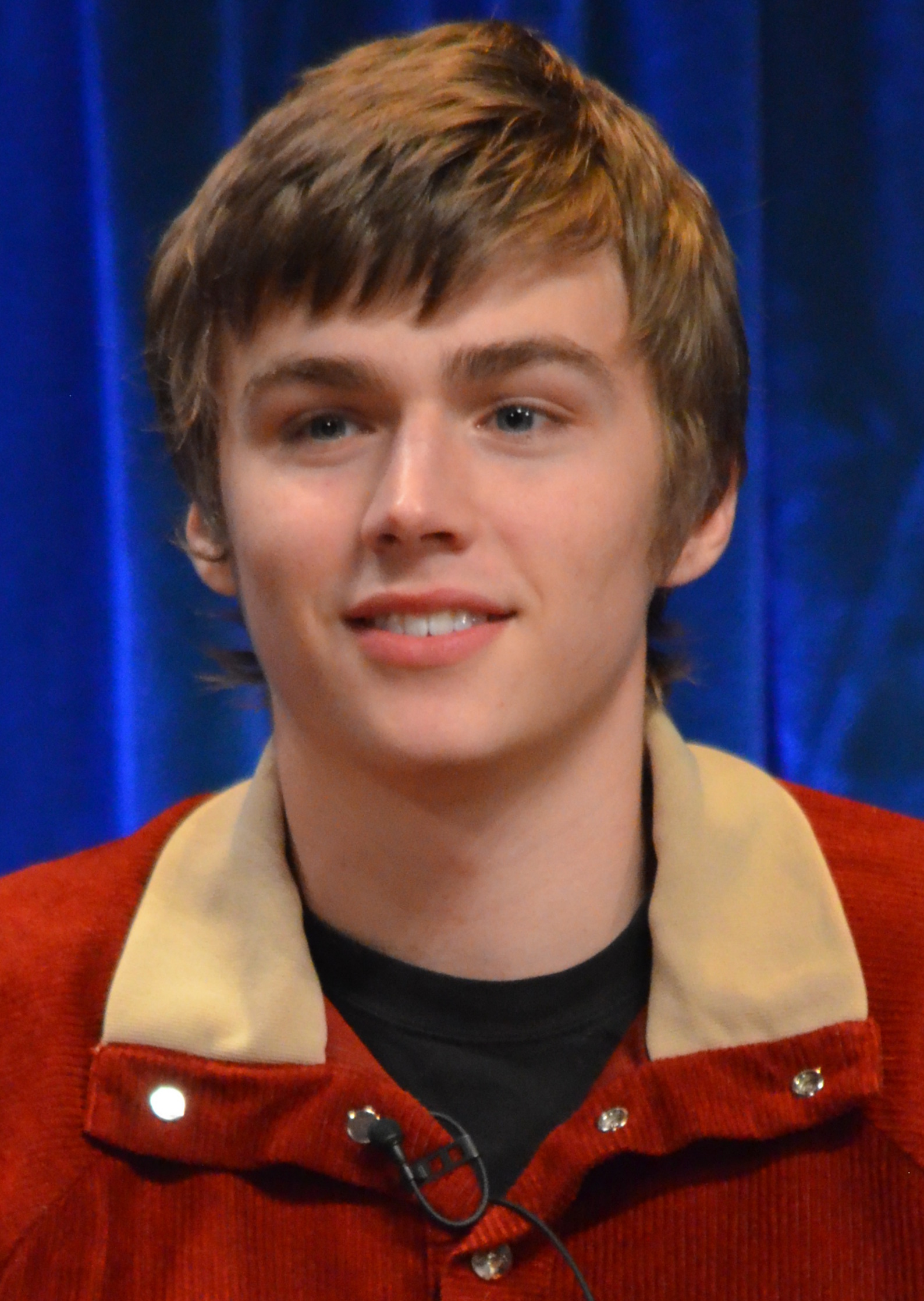
Miles Heizer (2013)

Miles Heizer (* 16. Mai 1994 in Greenville, Kentucky) ist ein US-amerikanischer Schauspieler.

## Leben
Miles Heizer wurde am 16. Mai 1994 in der US-amerikanischen Kleinstadt Greenville im US-Bundesstaat Kentucky geboren und hat eine ältere Schwester. Seine Mutter arbeitet als Krankenschwester. Als er zehn Jahre alt war, zog seine Familie nach Los Angeles. Seinen ersten Auftritt im Fernsehen hatte Heizer 2005 in einer Rolle in der Fernsehserie CSI: Miami, später folgten kleine Auftritte in Ghost Whisperer – Stimmen aus dem Jenseits und Shark. 2007 erhielt Heizer in Aufbruch in ein neues Leben seine erste Filmrolle. Er spielte im Film als 12-Jähriger die Figur Davey Danner und wurde für diese Rolle als bester Hauptdarsteller in einem Spielfilm für den Young Artist Award nominiert. Hiernach war Heizer in vier Folgen der Serie Emergency Room – Die Notaufnahme zu sehen. Ab 2010 war er 82 Folgen lang in der Rolle von Drew Holt in der Fernsehserie Parenthood zu sehen, in der er gemeinsam mit seiner Mutter und seiner Schwester einen Umzug unternimmt. Im Februar 2020 outete sich Heizer via Social Media als homosexuell, und machte seine Beziehung zum Schauspieler Connor Jessup öffentlich.
In der Netflix-Serie Tote Mädchen lügen nicht, einer Verfilmung des gleichnamigen Jugendbuches von Jay Asher, ist Heizer in der Rolle von Alex zu sehen.

## Filmografie (Auswahl)
- 2006: Ghost Whisperer – Stimmen aus dem Jenseits (Ghost Whisperer, Fernsehserie, Folge 2x03)
- 2007: Aufbruch in ein neues Leben (Rails & Ties)
- 2007: Emergency Room – Die Notaufnahme (ER, Fernsehserie, 4 Folgen)
- 2007: Bones – Die Knochenjägerin (Bones, Fernsehserie, Folge 3x03)
- 2007: Private Practice (Fernsehserie, Folge 1x04)
- 2009: Cold Case (Fernsehserie, Folge 7x09)
- 2010–2015: Parenthood (Fernsehserie, 82 Folgen)
- 2014: Rudderless
- 2015: The Stanford Prison Experiment
- 2015: Memoria
- 2016: Nerve
- 2017–2020: Tote Mädchen lügen nicht (13 Reasons Why, Fernsehserie, 49 Folgen)
- 2018: Love, Simon

## Auszeichnungen
Young Artist Award
- 2008: Nominierung als Bester Hauptdarsteller in einem Spielfilm (Aufbruch in ein neues Leben)